# Hessilhead Castle
Hessilhead Castle ist eine abgegangene Burg in Beith in der schottischen Council Area North Ayrshire. Ihre Ländereien gehörten der Herrschaft von Giffen und dem Baronat Hessilhead.

## Beschreibung

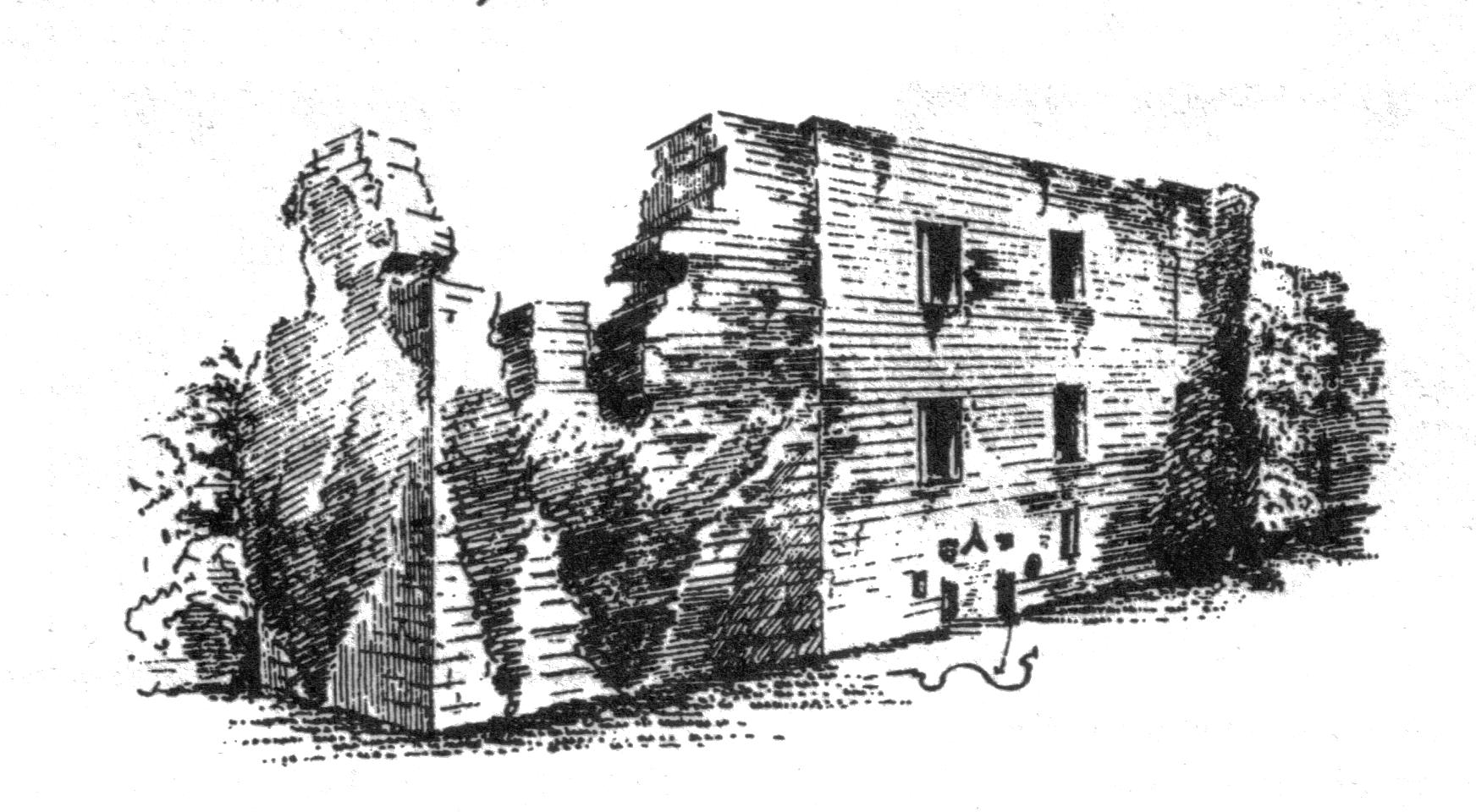
Hessilhead Castle im ausgehenden 19. Jahrhundert.

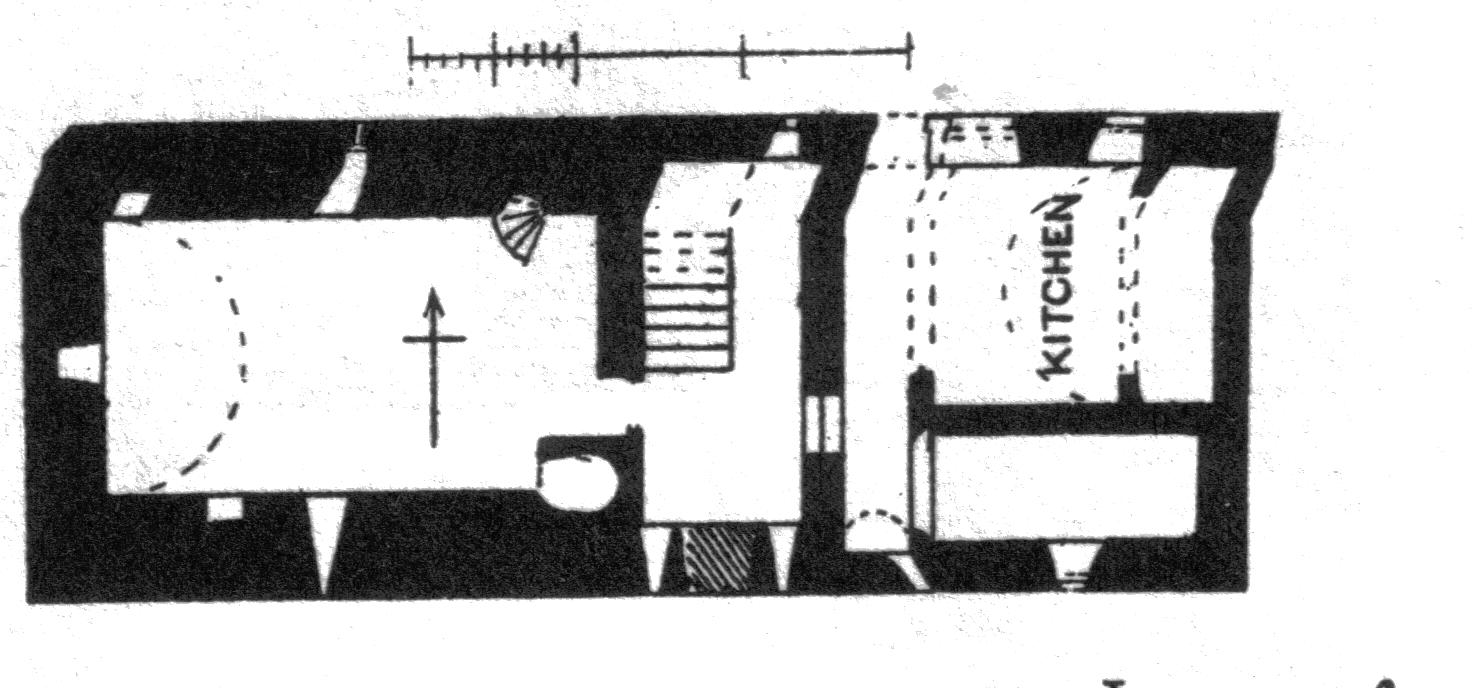
Grundriss der Burg.

Im ausgehenden 19. Jahrhundert wird die Burg bereits als „jetzt ohne Dach und verfallen, eine rechteckige Struktur, in zwei Bauabschnitten errichtet und mit einem Grundriss von 22,5 Metern × 11,7 Metern“ beschrieben. „Der ältere, westliche Teil war augenscheinlich ein Donjon aus dem 15.-16. Jahrhundert; der östliche Anbau war für Francis Montgomerie, der das Anwesen 1680 gekauft hatte, errichtet worden. Sowohl der alte als auch der neue Teil hatten im Erdgeschoss Gewölbedecken, aber die oberen Stockwerke waren zu sehr verfallen, um sie beschreiben zu können. Das Landhaus ließ man um 1776 verfallen.“ Timothy Pont erwähnt die Burg als festes, altes Gebäude, umgeben von einem Graben und an einem See gelegen.

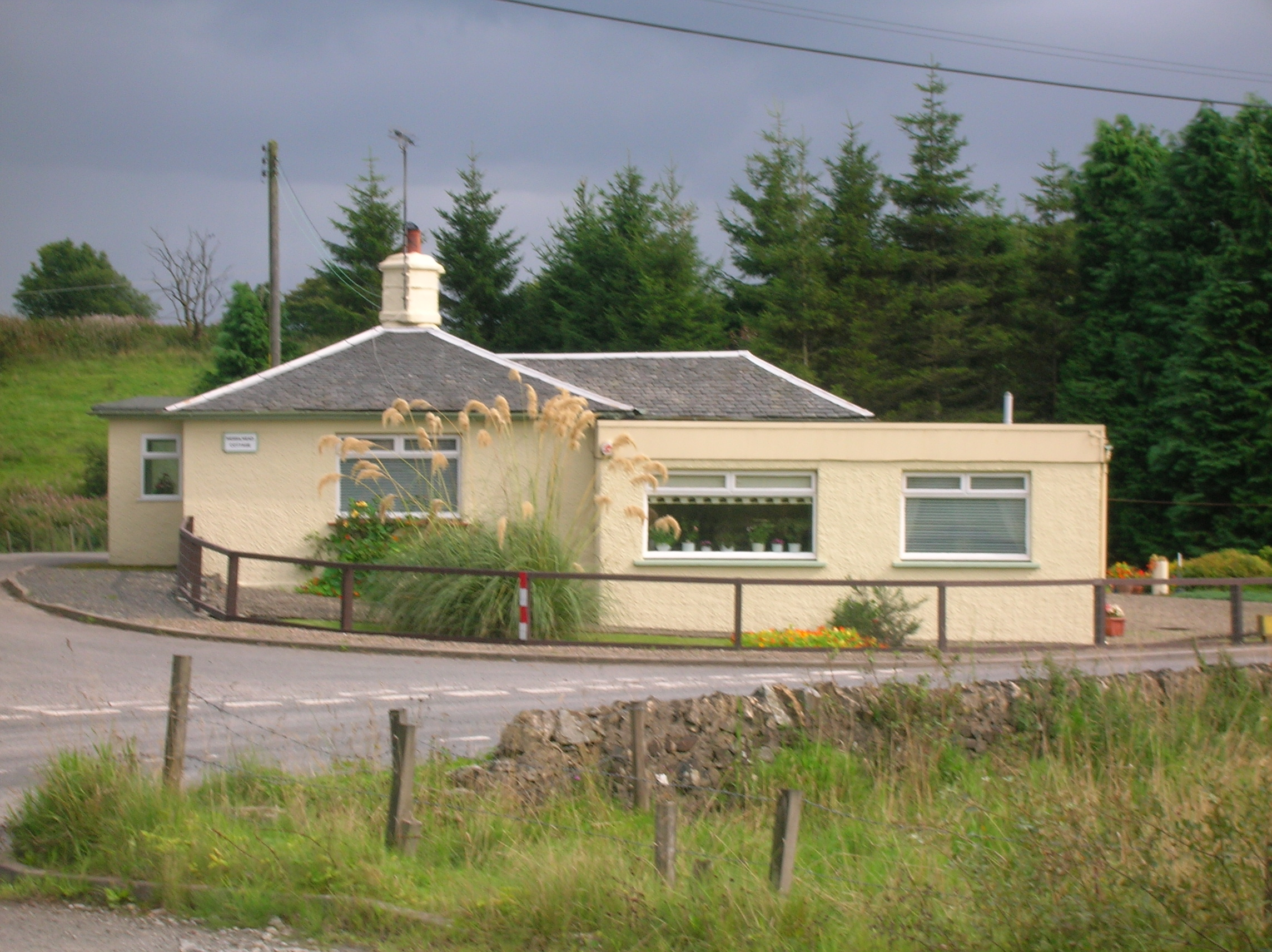
Hessilhead Lodge, heute Hessilhead Cottage 2008

Ein Artikel im Kilmarnock Standard vom August 1949, der mit „Ancient Ayrshire Castles“ überschrieben war, war mit einer Fotografie versehen, die umfangreiche, efeuumrankte Ruinen in einer Landschaftsgartenanlage mit Wiesen, Büschen, Bäumen und gut unterhaltenen Wegen zeigt. 1956 notierte die Royal Commission for the Ancient and Historical Monuments in Scotland: „Hessilhead Castle wurde abgerissen. Ausgedehnte Steinbrucharbeiten um den Standort der Burgruine haben jede mögliche Spur eines Grabens beseitigt. Keinerlei Spuren von Gebäuden sind verblieben.“ Dies ist allerdings nicht ganz korrekt, da man immer noch Spuren von Bauschutt und Fundamenten am ehemaligen Standort der Burg findet und der Ablauf des Steinbruchs die Überreste des ehemaligen Grabens nutzt. Timothy Pont berichtete um 1604, dass die Burg durch eine umfangreiche Grabenanlage geschützt war und an einem See stand. Dieser See, Hessilhead Loch, wurde seither trockengelegt und die Gräben verfüllt.
Willian Roys Landkarte von 1747–1755 zeigt das Landstädtchen „Hazlehead“ und in der Nähe, inmitten ziemlich ausgedehnter Ziergartenanpflanzungen, die Burg von „Heeselhead“. Armstrongs Landkarte von 1775 zeigt „Hazlehead“ und schließlich Thomsons Landkarte von 1832 das Landstädtchen „Hazelhead“ und die Ruinen von „Hazlehead“.
In Hessilhead Castle wohnte später die Familie des Earl of Glasgow und, nachdem diese die Burg aufgegeben hatten, ließ der neue Eigentümer, ein „Mr Macmichael“, um 1776 das Dach abnehmen und das Gebäude verfallen. Um 1887–1892 wird Hessilhead Castle als von einem Garten umgeben beschrieben. Dobie vermerkt den Zerstörer von Hessilhead Castle als einen „Mr Carmichael“, der Baumaterialien der Burg verkaufte und auch Teile der Mauern einreißen sowie eine beeindruckende, alte Eibe fällen ließ. In den 1960er-Jahren ließ Howie of Dunlop die Überreste der Burg sprengen.
Dobie schreibt ebenfalls, dass etwas südlich der Burgruine ein einzelnes Echo zu hören war, das langsam und kläglich die Stimme einmal wiederholte und so „einen melancholischen Charme auf die Szene verschwundener Größe warf“.